# Acratopótes
Acratopótes (starořecky Ἀκρατοπότης), piják nemíchaného vína, byl v řecké mytologii hrdina uctívaný v Munychii v Attice. Podle Pausania, který jej nazývá jednoduše Acratus, byl jedním z božských společníků Dionýsa který byl uctíván v Attice. Pausanias viděl jeho obraz v Aténách v Polytionově domě, kde byl upevněn na zdi.